# Stazione di Tarvisio Città
Stazione di Tarvisio Città 2000-ben bezárt vasútállomás Olaszországban, Tarvisio településen.

## Vasútvonalak
Az állomást az alábbi vasútvonalak érintették:
- K.k. Staatsbahn Tarvis–Pontafel

## Kapcsolódó állomások
A vasútállomáshoz az alábbi állomások vannak a legközelebb:
- Stazione di Tarvisio Centrale
- Camporosso in Valcanale railway station